# Clara Rockmore
Clara Rockmore (9. marts 1911 – 10. maj 1998) var en virtuos på theremin, et elektronisk musikinstrument.

## Biografi
Rockmore blev født som Clara Reisenberg i (det nuværende) Vilnius, Litauen og var vidunderbarn på violinen, som hun blev optaget på Sankt Petersborg Konservatorium med i en alder af 5 år. Hun studerede violin hos virtuosen Leopold Auer og forbliver den dag i dag den yngste studerende, der nogensinde har gået på institutionen. Uheldigvis fik knogleproblemer grundet fejlernæring i barndommen hende til at forlade violinspillet efter hendes teenageår. Det fik hende dog til at opdage det helt nye elektriske instrument, og hun blev den mest berømte kvindelige thereminspiller.[kilde mangler]
Hendes ældre søster var koncertpianisten Nadia Reisenberg.